# Wstał z martwych nasz krol
Wstał z martwych nasz krol – pieśń wielkanocna w języku polskim z XIV wieku.
Pieśń, zaliczająca się do tropów, była śpiewana podczas rezurekcji w katedrze płockiej. Wykonywało ją po antyfonie Cum rex glorie dwóch duchownych, po wcześniejszym odsłonięciu krzyża. Incipit pieśni w brzmieniu Wstał z martwych krol nasz, Syn Boży zanotowany został ok. roku 1360-1370 w księdze liturgicznej Stella Chori, przechowywanej w Płocku. Kodeks zaginął, zachował się jednak odpis z 1939. W 1997 odnaleziono w inkunabule Breviarium Plocense z 1498 opis podobnego obrzędu rezurekcyjnego, w którym incipit pieśni ma formę Wstał z martwych nasz krol, Syn Boży. Według Jerzego Woronczaka trop ten był zaczątkiem drugiej części Bogurodzicy, zaczynającej się od słów: Nas dla wstał z martwych Syn Boży. Pieśń zaliczana jest do tzw. tropów płockich.